# Швеція на літніх Олімпійських іграх 1896
Швеція на І літніх Олімпійських іграх в Афінах (Греція) була представлена одним спортсменом, що змагався у двох видах спорту. Країна не виборола жодної медалі.

## Результати виступів

### Легка атлетика
| Змагання          | Спортсмен     | Місце |
| ----------------- | ------------- | ----- |
| Стрибки у висоту  | Генрік Шеберг | 4     |
| Біг на 100 метрів | Генрік Шеберг | 4-5   |
| Стрибки в довжину | Генрік Шеберг | 5-9   |
| Метання диска     | Генрік Шеберг | 5-9   |

### Спортивна гімнастика
| Змагання        | Спортсмен     | Місце |
| --------------- | ------------- | ----- |
| Опорний стрибок | Генрік Шеберг | 4-15  |